# Ворд (округ, Північна Дакота)
Шаблон:StateAbbr_ 48°13′ пн. ш. 101°33′ зх. д. / 48.22° пн. ш. 101.55° зх. д.
Округ  Ворд (англ. Ward County) — округ (графство) у штаті  Північна Дакота, США. Ідентифікатор округу 38101.

## Історія
Округ утворений 1885 року.

## Демографія
За даними перепису 
2050 року 
загальне населення округу становило 58795 осіб, зокрема міського населення було 45168, а сільського — 13627.
Серед мешканців округу чоловіків було 29284, а жінок — 29511. В окрузі було 23041 домогосподарство, 15370 родин, які мешкали в 25097 будинках.
Середній розмір родини становив 3,01.
Віковий розподіл населення поданий у таблиці:
| Стать    | До 15 років | 15-21 | 22-29 | 30-39 | 40-49 | 50-65 | 65-85 | Понад 85 |
| -------- | ----------- | ----- | ----- | ----- | ----- | ----- | ----- | -------- |
| Чоловіки | 6627        | 3676  | 3954  | 4265  | 4074  | 3676  | 2681  | 331      |
| Жінки    | 6149        | 3467  | 3606  | 4111  | 4116  | 3733  | 3516  | 813      |

## Суміжні округи
- Ренвілл — північ
- Макгенрі — схід
- Маклейн — південь
- Маунтрейл — захід
- Берк — північний захід

## Виноски
1. ↑  US Decennial Census. US Census Bureau. Архів оригіналу за 4 квітня 2018. Процитовано 1 лютого 2015.
2. ↑  Historical Census Browser. University of Virginia Library. Архів оригіналу за 11 серпня 2012. Процитовано 1 лютого 2015.
3. ↑  Forstall, Richard L., ред. (20 квітня 1995). Population of Counties by Decennial Census: 1900 to 1990. US Census Bureau. Архів оригіналу за 5 березня 2015. Процитовано 1 лютого 2015.
4. ↑  Census 2000 PHC-T-4. Ranking Tables for Counties: 1990 and 2000 (PDF). US Census Bureau. 2 квітня 2001. Архів оригіналу (PDF) за 18 грудня 2014. Процитовано 1 лютого 2015.
5. ↑  State & County QuickFacts. Бюро перепису населення США. Архів оригіналу за 22 липня 2011. Процитовано 1 листопада 2013.(англ.) Наведено за англійською вікіпедією.
6. ↑  American FactFinder. Бюро перепису населення США. Архів оригіналу за 26 лютого 2012. Процитовано 31 січня 2008.

| США | Це незавершена стаття з географії США. Ви можете допомогти проєкту, виправивши або дописавши її. |